# Martin Ingvar

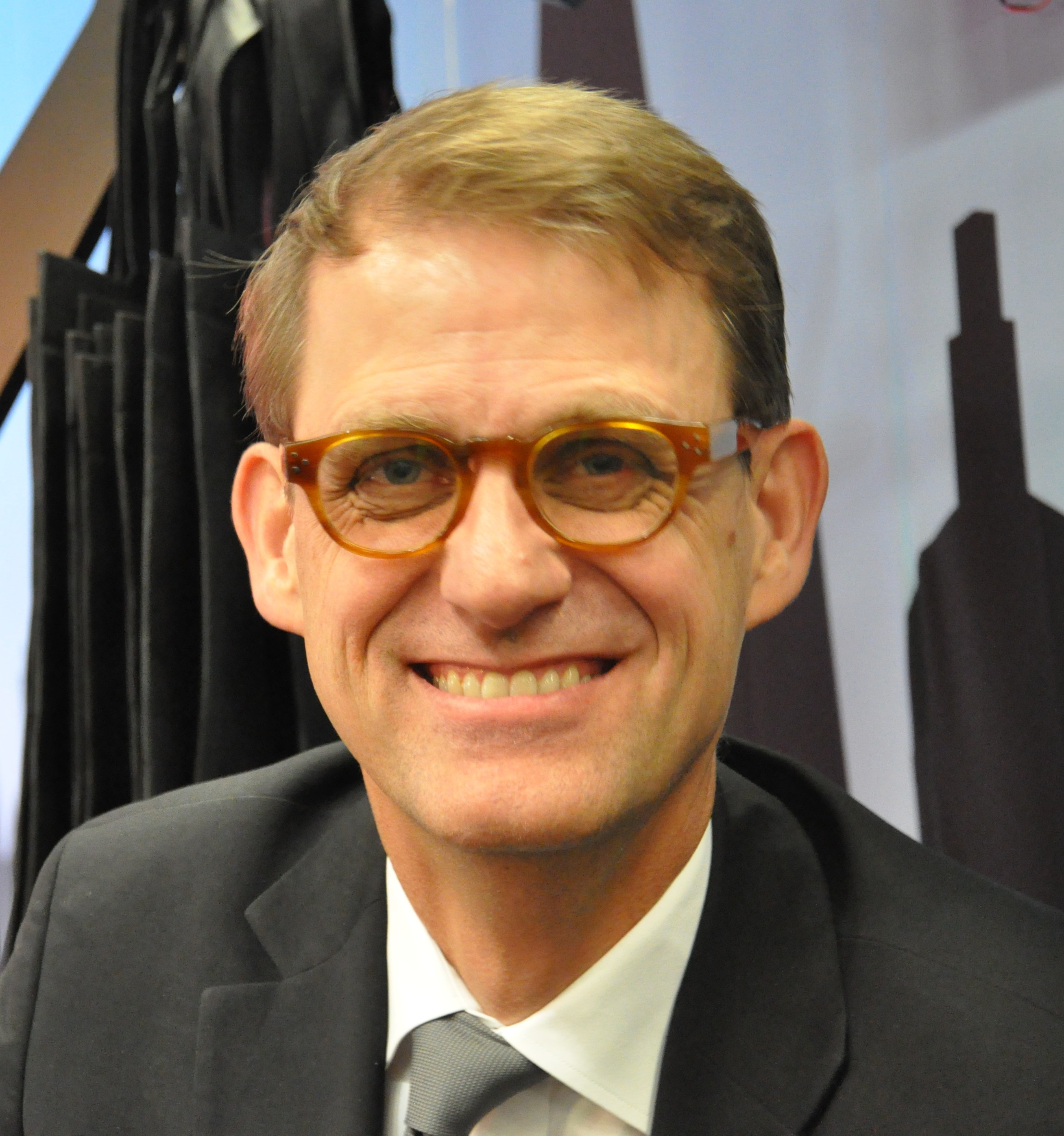
Martin Ingvar på Bokmässan i Göteborg 2011

Knut Martin Henschen Ingvar, född 2 mars 1955 i Lund, är en svensk läkare och professor. Ingvar var mellan den 1 januari 2014 och 12 maj 2017 vicerektor för Karolinska Institutet.
Han är son till David H. Ingvar och barnbarnsbarn till Salomon Eberhard Henschen.

## Karriär
Martin Ingvar blev medicine doktor vid Lunds universitet 1982 på avhandlingen Regional cerebral metabolism and blood flow during experimentally induced seizures.
År 1998 blev han biträdande professor i klinisk neurofysiologi vid Karolinska institutet och 1999 professor där i samma ämne. Han utsågs 21 maj 2007 till professor i integrativ medicin vid Karolinska Institutet och chef för Osher Centrum för Integrativ Medicin. Han avgick 2017 i samband med att media uppmärksammat, att han privat sålt en offentligt finansierad teknisk plattform för mångmiljonbelopp.
Martin Ingvars vetenskapliga produktion handlar bland annat om hjärnans smärtsystem. Han är författare till En liten bok om dyslexi, där han presenterar vägar skolan och samhället bör ta för att undvika onödiga kostnader. Han är tillsammans med Gunilla Eldh även författare till Hjärnkoll-böckerna. Han är också styrelseledamot av stiftelsen World Childhood Foundation.
Ingvar är ledamot av Ingenjörsvetenskapsakademien sedan 2007 innehavare av tallrik 14 vid Gastronomiska akademien sedan 2011. Sedan 1 januari 2017 är han även direktör för Gastronomiska akademien.

## Publicerade allmänlitterära verk
- En liten bok om dyslexi[8] (Natur & Kultur, 2008) - Boken blandar forskning med berättelser från människor med dyslexi och deras upplevelser. Den är skriven på ett lättläsligt sätt både språkligt och textmässigt med mycket luft mellan raderna.[9]
- Hjärnkoll på vikten[10] tillsammans med Gunilla Eldh (Natur & Kultur, 2010) - Boken handlar om hur hjärnan, med hunger-, belönings- och stressystem, fungerar och hur det är möjligt att gå ned i vikt och hålla vikten.[11]
- Hjärnkoll på maten[10] tillsammans med Gunilla Eldh (Natur & Kultur, 2011) - Här beskrivs olika strategier för att undvika skräpmat i form av snabba kolhydrater. T.ex. rensa i kyl och frys, lägga om rutten i matbutiken och fokusera på råvaror som ger långvarig mättnad.[12]
- Hjärnkoll på värk[13] och smärta tillsammans med Gunilla Eldh (Natur & Kultur, 2012) - ängslan dominerar alltså över förnuftet, förklarar författarna i boken. Om man går och har ont utan att göra något åt det kommer det bara att bli värre.[14]
- Tänkandets maskineri: När AI lär från hjärnan[15] (Fri Tanke Förlag, 2019) - I Tänkandets maskineri förklarar Martin Ingvar hur tänkandets mekanik fungerar och hur det kan överföras till artificiell intelligens.